# محمود محمد كلزي
محمود محمد حاج عمر، شاعر سوري ولد عام 1936 في أعزاز بسورية.
حاصل على الشهادة الثانوية الفنية 1956. عمل موظفاً في الشركة السورية للنفط. كتب الشعر والقصة وهو في مقاعد الدراسة، ونشر الكثير من نتاجه الشعري في الصحف والمجلات المحلية والعربية مثل الثقافة (السورية)، والثقافة، والهلال، والشهر (المصرية)، والآداب، والأديب، والمعارف (اللبنانية)، والمجلة العربية (السعودية)، والمنتدى (الإماراتية)، والوحدة (المغربية). شكل مع مجموعة من الأدباء الندوة الأدبية التي مارست نشاطها الثقافي من خلال أمسياتها الشعرية، وندواتها ومحاضراتها العامة، والتي أصدرت بجهود شخصية مجلة البراعم.

## دواوينه الشعرية
- قصائد عارية 1998
- رحلة في جزر الفيروز 2000.

نال جائزتين في مسابقة القصة من مجلة الغدير، ومجلة النواعير (السوريتين)، وذلك في الستينيات.
كتبت عنه العديد من الدراسات، منها ما كتبه الشاعر أحمد دوغان (الثقافة السورية). ورد اسمه في كتاب (حركة الشعر الحديث) لأحمد بسام ساعي، وفي كتاب (الحركة الشعرية المعاصرة في حلب)، وفي (معجم الكتاب السوريين في القرن العشرين) لعبد القادر عياش.
عنوانه: الشركة السورية للنفط - دائرة الفرق الجيو فيزيائية - ص.ب 5598 - حلب - سورية .